# باد أوينهاوزن
باد اوين‌هاوزن (بالألمانية: Bad Oeynhausen) هي بلدة ألمانية تقع في ألمانيا في Minden-Lübbecke. يقدر عدد سكانها بـ 48,666 نسمة .

## المدن التوأمة
مدن Fismes، Wear Valley وInowrocław هي مدن توأمة لـباد اوين‌هاوزن.

## أعلام
- توربن ثين
- ريتشارد بيكر
- والثر لودفيغ
- آرنه فريدريش
- نوربرت هورست